# Moniliformida
Moniliformida, red parazitskih crva u razredu Archiacanthocephala, koljeno Acanthocephala. Sastoji se od samo jedne porodice,  Moniliformidae, koja obuhvaća 3 roda,  Australiformis (3); Moniliformis (13); i Promoniliformis (1) s ukupno 17 vrsta.
- Genus Australiformis
  - Australiformis semoni
- Genus Moniliformis
  - Moniliformis acomysi
  - Moniliformis aegyptiacus
  - Moniliformis cestodiformis
  - Moniliformis clarki
  - Moniliformis convolutus
  - Moniliformis echinosorexi
  - Moniliformis gracilis
  - Moniliformis kalahariensis
  - Moniliformis merionis
  - Moniliformis monechinus
  - Moniliformis moniliformis
  - Moniliformis monoechinus
  - Moniliformis myoxi
  - Moniliformis siciliensis
  - Moniliformis soricis
  - Moniliformis spiralis
  - Moniliformis tarsii
  - Moniliformis travassosi
- Genus Promoniliformis
  - Promoniliformis ovocristatus